# روزنه‌سوسمارواران
روزنه‌سوسمارواران (نام علمی: Trematosuchoides) نام یک سرده از راسته بریده‌مهرگان است.